# 谢文东
谢文东（1887年—1946年12月3日），原名谢文翰，满族，东北抗日联军将领，抗联第八军军长，后投降于日本，日本无条件投降后，被南京国民政府收编，1946年在东北剿匪中被处决。

## 生平
清光绪十三年（1887年），出生于辽宁省宽甸县永甸村。原為東北悍匪，後于1925年因為綁票事發而舉家遷居到黑龍江省依蘭縣土龍山一帶居住，擔任民團頭領。1931年九一八事变后，成为李杜将军抗日自卫军的成员。后组建抗日民众救国军，成为东北抗日义勇军的重要组成部分。1936年加入东北抗日联军。1939年3月19日，弹尽粮绝后投降日本。日本投降之后，谢文东加入中华民国国军，参与第二次国共内战。任合江省保安军第二集团军中将司令官。1946年11月20日，谢文东与其子被八路军359旅抓获，21日，谢文东父子押解至依兰县城。23日，林彪对抓获行动来电嘉奖。12月3日，在勃利县举行公审大会，谢文东在会后被枪毙。